# Najat Ouali
Najat Ouali (* 18. September 1972) ist eine ehemalige marokkanische Leichtathletin, die sich auf den Mittelstreckenlauf spezialisiert hat. 1992 wurde sie in Belle Vue Maurel Vizeafrikameisterin über 800 Meter.

## Sportliche Laufbahn
Erste internationale Erfahrungen sammelte Najat Ouali vermutlich bei den Crosslauf-Weltmeisterschaften 1989 in Stavanger, bei denen sie in 17:17 min den 62. Platz im Juniorinnenrennen belegte. Im selben Jahr gewann sie bei den Arabischen Meisterschaften in Kairo in 2:15,3 min die Bronzemedaille im 800-Meter-Lauf hinter der Algerierin Hassiba Boulmerka und ihrer Landsfrau Fatima Yvelain. Zudem belegte sie bei den Spielen der Frankophonie in Casablanca in 2:07,62 min den siebten Platz. Im Jahr darauf wurde sie bei den Crosslauf-Weltmeisterschaften 1990 in Aix-les-Bains in 15:03 min 31. im U20-Rennen. Im September schied sie bei den Juniorenweltmeisterschaften in Plowdiw mit 2:11,90 min in der ersten Runde über 800 Meter aus und gelangte mit 4:34,72 min auf den 15. Platz im 1500-Meter-Lauf. Bei den Crosslauf-Weltmeisterschaften 1991 in Antwerpen erreichte sie nach 15:42 min Rang 66 im U20-Rennen und im Juli belegte sie bei den Mittelmeerspielen in Athen in 2:06,25 min den sechsten Platz über 800 Meter und gelangte mit 4:17,07 min auf Rang fünf über 1500 Meter. Im Jahr darauf wurde sie bei den Crosslauf-Weltmeisterschaften 1992 in Boston in 23:50 min 100. über die Langdistanz und im Sommer gewann sie bei den Afrikameisterschaften in Belle Vue Maurel in 2:07,40 min die Silbermedaille über 800 Meter hinter der Äthiopierin Zewde Hailemariam. Zudem sicherte sie sich über 1500 Meter in 4:23,22 min die Bronzemedaille hinter den Südafrikanerinnen Elana Meyer und Gwen Griffiths. Anschließend gewann sie bei den Panarabischen Spielen in Damaskus in 2:09,14 min die Goldmedaille über 800 Meter und gewann über 1500 Meter in 4:32,4 min die Silbermedaille hinter der Algerierin Hassiba Boulmerka. 1993 belegte sie bei den Mittelmeerspielen in Narbonne in 4:14,95 min den vierten Platz über 1500 Meter und gelangte mit 2:14,97 min auf Rang acht über 800 Meter. Bei den Crosslauf-Weltmeisterschaften 1994 in Budapest lief sie nach 22:53 min auf dem 122. Platz im Einzelrennen ein. Im Sommer belegte sie bei den Spielen der Frankophonie in Bondoufle in 2:05,65 min den vierten Platz über 800 Meter und gewann mit der marokkanischen 4-mal-400-Meter-Staffel in 3:47,98 min die Bronzemedaille hinter den Teams aus Kanada und der Elfenbeinküste. Daraufhin trat sie nicht mehr international in Erscheinung.
1993 wurde Ouali marokkanische Meisterin im 800-Meter-Lauf sowie 1990, 1991 und 1993 über 1500 Meter.